# Cantharellus splendens
Cantharellus splendens é uma espécie de fungo pertencente à família Cantharellaceae.